# Windhoek-Dorado Park
Dorado Park (teilweise auch Doradopark) ist eine Vorstadt von Windhoek (Namibia) und liegt im westlichen, zentralen Teil der Stadt.
Dorado Park ist ein Wohnstadtteil, in dem sich unter anderem auch die International University of Management befindet.